# Lissonota uncata
Lissonota uncata là một loài tò vò trong họ Ichneumonidae.